# Singakademie Stuttgart
Die Singakademie Stuttgart ist ein gemischter Chor mit Sitz in Stuttgart. Künstlerischer Leiter des Chores ist Dirigent und Chorleiter Stefan Weible.
Weible etablierte im Jahr 2002 einen Projektchor, welcher sieben Jahre in wechselnder Besetzung konzertierte. Im Jahr 2009 gründete er mit Teilnehmern dieses Ensembles die Singakademie Stuttgart als regelmäßig probenden ständigen Chor mit festen Mitgliedern.
Die Singakademie Stuttgart tritt in fester Besetzung mit heute 45 Sängerinnen und Sängern auf. Eine Besonderheit des Chores ist das vielstimmige Singen in Besetzungen bis zu 12 oder 16 Stimmen. Der Schwerpunkt der Arbeit liegt auf A-cappella-Musik.
Die Konzerte finden überwiegend in Stuttgart und Baden-Württemberg statt, dazu kommen Konzertreisen innerhalb Deutschlands und Europa.
Im Jahr 2013 hat die Singakademie Stuttgart beim Landeschorwettbewerb Baden-Württemberg in Donaueschingen einen 2. Preis erhalten. In Folge wurde der Chor zum Deutschen Chorwettbewerb 2014 in Weimar eingeladen.

## Ur- und Erstaufführungen
- 2019 Anna Ignatowicz-Glińska, Lux aeterna für 10-stimmigen Chor und Marimba
- 2018 Rolf Rudin, Dona nobis pacem, op. 5, komponiert 1986
- 2016 Erwin G. Nanasi (* 1990), Vater unser für achtstimmigen Chor a cappella, komponiert 2016, Auftragswerk der Singakademie Stuttgart.
- 2016 Gregor Simon: Ave verum, komponiert 2003
- 2014 Harald Weiss: Weiße Nacht, für Bariton solo, Kinderchor (vierstimmig), gemischten Chor (zwölfstimmig), zwei Violoncelli, Kontrabass, Orgel und Schlagzeug, Auftragswerk der Singakademie Stuttgart.
- 2013 Stephan Fink, Machet die Tore weit, Motette über den 24. Psalm für gemischten Chor (zwölfstimmig), Auftragswerk der Singakademie Stuttgart

## Diskografie
- 2015 Gabriel Fauré: Requiem, Harald Weiss: Requiem